# Пичугинский
Пичугинский — посёлок в Уйском районе Челябинской области России. Входит в состав Ларинского сельского поселения.

## География
Посёлок находится в западной части области, в лесостепной зоне, на левом берегу реки Уй, на расстоянии 20 километров по прямой к северо-западу от села Уйского, административного центра района. Абсолютная высота 341 метр над уровнем моря.
Часовой пояс
Посёлок Пичугинский, как и вся Челябинская область, находится в часовой зоне МСК+2. Смещение применяемого времени относительно UTC составляет +5:00.

## Население
| 2002 | 2010 |
| ---- | ---- |
| 82   | ↘59  |

Гендерный состав
По данным Всероссийской переписи населения 2010 года в гендерной структуре населения мужчины составляли 57,6 %, женщины — 42,4 %.
Национальный состав
Согласно результатам переписи 2002 года, в национальной структуре населения русские составляли 54 %, башкиры — 40 %.

## Улицы
Уличная сеть посёлка состоит из трёх улиц.